# Лихорадка Западного Нила
Лихорадка Западного Нила — острое трансмиссивное инфекционное (вирусное) заболевание, передающееся комарами и протекающее с полиаденитом, высыпаниями на коже и серозным воспалением мозговых оболочек, иногда — менингоэнцефалитом.

## Этиология
Возбудитель лихорадки — вирус Западного Нила. Диаметр вириона 40—60 нм, содержит РНК, имеет сферическую форму. Хорошо сохраняется в замороженном и высушенном состоянии, но погибает при температуре выше 56 °C в течение 30 минут. Инактивируется эфиром и дезоксихолатом. Обладает гемагглютинирующими свойствами.

## Эпидемиология
Переносчиками вируса являются комары, иксодовые и аргасовые клещи, а резервуаром инфекции — птицы (в группе риска находятся прежде всего врановые и дроздовые) и грызуны. Лихорадка западного Нила имеет отчётливую сезонность — с июня по октябрь, когда условия для развития комаров наиболее благоприятны. Интересно, что чаще заболевают люди молодого возраста.

## Летальность
По американским эпидемиологическим данным 2009 года, летальность при лихорадке Западного Нила с клинически выраженными симптомами составила 4,5 % при общем числе заболевших 663 за год. Учитывая высокую частоту бессимптомной инфекции, реальный показатель летальности существенно ниже.

## Заболеваемость по странам

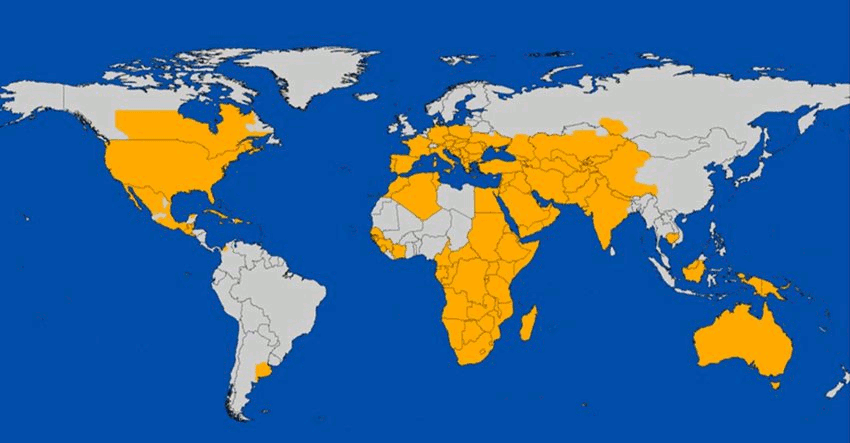
распространение заболевания в мире

### Сербия
В 2013 году в Сербии была вспышка лихорадки Западного Нила — за год зарегистрировано 302 случая.

### Россия
В России верифицированный клинический диагноз лихорадки Западного Нила впервые был поставлен в 1999 году, поэтому более или менее надёжная оценка летальности может быть основана на данных эпидемической вспышки 1999 года на юге России и Киргизии: 492 серологически подтверждённых случая, летальность 7,32 %. Вспышка 2010 года на территории Волгоградской области: на 5 октября 2010 года 409 заболевших (за период с 1999 по 2012 годы от последствий вируса умерло 59 человек), Ростовская область (станица Обливская — 100 заболевших, умерло — 5), Астраханская область. За 2013 год в России зарегистрирован 191 случай в 16 регионах, летальность — 1,5 %.

### Северная Америка
В 2013 году в США зарегистрировано 2374 случая (в 2012 году — 5674 случая). Летальность в США в 2013 году составила 4,0 % (в 2012 году — 5,0 %). В Канаде за сезон 2013 года зарегистрировано 108 случаев, летальность составила 3,6 %.

## Симптомы и течение
Инкубационный период болезни колеблется от нескольких дней до 2—3 недель (чаще 3—6 дней). Заболевание начинается остро с быстрого повышения температуры тела до 38—40 °C, сопровождающегося ознобом. У некоторых больных повышению температуры тела предшествуют кратковременные явления в виде общей слабости, понижения аппетита, усталости, чувства напряжения в мышцах, особенно в икроножных, потливости, головных болей. Лихорадочный период продолжается в среднем 5—7 дней, хотя может быть и очень коротким — 1—2 дня. Температурная кривая в типичных случаях носит ремиттирующий характер с периодическими ознобами и повышенной потливостью, не приносящей больным улучшения самочувствия.
Заболевание характеризуется резко выраженными явлениями общей интоксикации: сильная мучительная головная боль с преимущественной локализацией в области лба и глазниц, боли в глазных яблоках, генерализованные мышечные боли. Особенно сильные боли отмечаются в мышцах шеи и поясницы. У многих больных наблюдаются умеренные боли в суставах конечностей, припухлости суставов не отмечается. На высоте интоксикации нередко возникает многократная рвота, аппетит отсутствует, появляются боли в области сердца, чувство замирания и другие неприятные ощущения в левой половине грудной клетки. Может отмечаться сонливость.
Кожа, как правило, гиперемирована, иногда может наблюдаться макулопапулезная сыпь (5 % случаев). Редко, обычно при длительной и волнообразной лихорадке, сыпь может приобретать геморрагический характер. Практически у всех больных выявляются выраженная гиперемия конъюнктив век и равномерная инъекция сосудов конъюнктив глазных яблок. Надавливание на глазные яблоки болезненно. У большинства больных определяются гиперемия и зернистость слизистых оболочек мягкого и твёрдого нёба. Однако заложенность носа и сухой кашель встречаются сравнительно редко. Часто наблюдается увеличение периферических лимфатических узлов (обычно подчелюстных, углочелюстных, боковых шейных, подмышечных и кубитальных). Лимфатические узлы чувствительны, либо слабо болезненны при пальпации (полилимфаденит).
Отмечается тенденция к артериальной гипотензии, приглушённость тонов сердца, на верхушке может выслушиваться грубый систолический шум. На ЭКГ могут выявляться признаки гипоксии миокарда в области верхушки и перегородки, очаговые изменения, замедление атриовентрикулярной проводимости. Патологические изменения в лёгких, как правило, отсутствуют. Очень редко (0,3—0,5 %) может развиваться пневмония. Язык обычно обложен густым серовато-белым налётом, суховат. При пальпации живота часто определяются разлитые боли в мышцах передней брюшной стенки. Отмечается наклонность к задержке стула. Примерно в половине случаев выявляются умеренное увеличение и чувствительность при пальпации печени и селезёнки. Могут наблюдаться желудочно-кишечные расстройства (чаще поносы по типу энтерита без болей в животе).
На фоне описанных выше клинических проявлений обнаруживается синдром серозного менингита (у 50 % больных). Он характеризуется диссоциацией между слабо выраженными оболочечными симптомами (ригидность мышц затылка, симптом Кернига, реже симптомы Брудзинского) и отчетливыми воспалительными изменениями в ликворе (плеоцитоз до 100—200 клеток в 1 мкл, 70—90 % лимфоциты); возможно небольшое повышение содержания белка. Характерна рассеянная очаговая неврологическая микросимптоматика (горизонтальный нистагм, хоботковый рефлекс, симптом Маринеску-Радовичи, легкая асимметрия глазных щелей, снижение сухожильных рефлексов, отсутствие брюшных рефлексов, диффузное снижение тонуса мышц. У части больных выявляются симптомы радикулоалгии без признаков выпадения. Собственно энцефалитические симптомы наблюдаются крайне редко, но длительно сохраняются признаки смешанной сомато-цереброгенной астении (общая слабость, потливость, подавленность психики, бессонница, ослабление памяти).
Диагноз и дифференциальный диагноз основывается на клинических, эпидемиологических и лабораторных данных. Основными клиническими признаками являются: острое начало заболевания, сравнительно короткий лихорадочный период, серозный менингит, системное поражение слизистых оболочек, лимфатических узлов, органов ретикулоэндотелиальной системы и сердца. Редко может наблюдаться сыпь.
Эпидемиологическими предпосылками могут являться пребывание в эндемичной по лихорадке западного Нила местности — Северная и Восточная Африка, Северная Америка, Средиземноморье, южные районы России, сведения об укусах комаров или клещей в указанных регионах.
Общие анализы крови и мочи, как правило, не выявляют патологических изменений. Может наблюдаться лейкопения, у 30 % больных число лейкоцитов менее 4⋅109/л. В ликворе — лимфоцитарный плеоцитоз (100—200 клеток), нормальное или незначительно повышенное содержание белка. Лабораторная расшифровка обеспечивается серологическими реакциями РТГА, РСК и РН методом парных сывороток. Однако поскольку многие флавивирусы обладают близким антигенным родством, то выявление в сыворотках крови антител к одному из них может быть обусловлено циркуляцией другого вируса. Наиболее достоверным доказательством наличия инфекции, вызванной вирусом западного Нила, является обнаружение возбудителя. Из крови больного вирус выделяют в культуре клеток МК-2 и на мышах массой 6—8 г (внутримозговое заражение). Идентификацию возбудителя осуществляют прямым методом флюоресцирующих антител с использованием видоспецифического люминисцирующего иммуноглобулина к вирусу западного Нила.

## Лечение
Организационные мероприятия основаны на обязательной госпитализации больных с подозрением на заболевание лихорадкой Западного Нила. Основу терапии составляют патогенетические мероприятия, которые проводятся посиндромно. Интенсивное наблюдение за параметрами сердечно-сосудистой деятельности (АД, ЧСС), внешнего дыхания (ритм, частота дыхания, глубина), функции почек (почасовой и суточный диурез), температуры тела и других показателей. Также патогенетическая терапия включает мероприятия по устранению отека мозга, нарушений функций сердечно-сосудистой системы, судорог; профилактику и терапию нарушений внешнего дыхания.

## Профилактика
Специфической вакцины от лихорадки западного Нила не разработано. Неспецифические меры профилактики сводятся к предупреждению укусов комаров и присасывания клещей, а также к их раннему удалению.